# Rubus ithacanus
Rubus ithacanus är en rosväxtart som beskrevs av Liberty Hyde Bailey. Rubus ithacanus ingår i släktet rubusar, och familjen rosväxter. Inga underarter finns listade i Catalogue of Life.